# Зельці
Зельці (рос. Зельцы) — присілок в Питаловському районі Псковської області Російської Федерації.
Населення становить 6 осіб. Входить до складу муніципального утворення Утроїнська волость.

## Історія
Від 2015 року входить до складу муніципального утворення Утроїнська волость.

## Населення
| 2001 | 2002 | 2010 |
| ---- | ---- | ---- |
| 9    | ↘5   | ↗6   |